# Урвалсдейлд
У́рвалсдейлд (ісл. Úrvalsdeild; укр. Провідний дивізіон) — найвища ліга чемпіонату Ісландії з футболу, матчі якої зазвичай проходять з квітня по вересень. Турнір організовує Футбольна асоціація Ісландії, в ньому беруть участь 12 клубів. У рейтингу UEFA ліга посідає 37-ме місце в Європі. З 27 квітня 2009 року ліга відома як Пепсі-ліга (Pepsi-deildin; Пепсі-дейлдін), оскільки Пепсі підписала з лігою трирічний спонсорський контракт.
В прем'єр-лізі виступають 12 клубів. Кожен клуб зустрічається з кожним іншим двічі протягом сезону: один раз удома, другий — в гостях. В кінці сезону два останні клуби переходять на нижчий рівень чемпіонату, тобто у перший дивізіон Ісландії. Відповідно клуби, що посіли перше та друге місця у першому дивізіоні, переходять у прем'єр-лігу. До 2008 року в прем'єр-лізі грали 10 команд (при цьому вибувала лише остання). Після сезону 2007 року одна команда перейшла в перший дивізіон, а на її місце прийшли одразу три клуби із першого дивізіону.
З сезону 2022 року назва турніру змінилась на Беста-дейлд карла (ісл. Besta deild karla).
Найбільше чемпіонських титулів здобули КР (27), Валюр (23), Акранес (18) та Фрам (18). Чинним чемпіоном Ісландії є Брєйдаблік.

## Історія

### Чемпіони за роком
За 111 сезонів проведення чемпіонату Ісландії лише 11 клубів ставали чемпіонами країни. 
- 1912: КР (Рейк'явік)
- 1913:[2] Фрам (Рейк'явік)
- 1914:[3] Фрам (Рейк'явік)
- 1915: Фрам (Рейк'явік)
- 1916: Фрам (Рейк'явік)
- 1917: Фрам (Рейк'явік)
- 1918: Фрам (Рейк'явік)
- 1919: КР (Рейк'явік)
- 1920: Вікінгур (Рейк'явік)
- 1921: Фрам (Рейк'явік)
- 1922: Фрам (Рейк'явік)
- 1923: Фрам (Рейк'явік)
- 1924: Вікінгур (Рейк'явік)
- 1925: Фрам (Рейк'явік)
- 1926: КР (Рейк'явік)
- 1927: КР (Рейк'явік)
- 1928: КР (Рейк'явік)
- 1929: КР (Рейк'явік)
- 1930: Валюр (Рейк'явік)
- 1931: КР (Рейк'явік)
- 1932: КР (Рейк'явік)
- 1933: Валюр (Рейк'явік)
- 1934: КР (Рейк'явік)
- 1935: Валюр (Рейк'явік)
- 1936: Валюр (Рейк'явік)
- 1937: Валюр (Рейк'явік)
- 1938: Валюр (Рейк'явік)
- 1939: Фрам (Рейк'явік)
- 1940: Валюр (Рейк'явік)
- 1941: КР (Рейк'явік)
- 1942: Валюр (Рейк'явік)
- 1943: Валюр (Рейк'явік)
- 1944: Валюр (Рейк'явік)
- 1945: Валюр (Рейк'явік)
- 1946: Фрам (Рейк'явік)
- 1947: Фрам (Рейк'явік)
- 1948: КР (Рейк'явік)
- 1949: КР (Рейк'явік)
- 1950: КР (Рейк'явік)
- 1951: Акранес (Акранес)
- 1952: КР (Рейк'явік)
- 1953: Акранес (Акранес)
- 1954: Акранес (Акранес)
- 1955: КР (Рейк'явік)
- 1956: Валюр (Рейк'явік)
- 1957: Акранес (Акранес)
- 1958: Акранес (Акранес)
- 1959: КР (Рейк'явік)
- 1960: Акранес (Акранес)
- 1961: КР (Рейк'явік)
- 1962: Фрам (Рейк'явік)
- 1963: КР (Рейк'явік)
- 1964: Кеплавік (Кеплавік)
- 1965: КР (Рейк'явік)
- 1966: Валюр (Рейк'явік)
- 1967: Валюр (Рейк'явік)
- 1968: КР (Рейк'явік)
- 1969: Кеплавік (Кеплавік)
- 1970: Акранес (Акранес)
- 1971: Кеплавік (Кеплавік)
- 1972: Фрам (Рейк'явік)
- 1973: Кеплавік (Кеплавік)
- 1974: Акранес (Акранес)
- 1975: Акранес (Акранес)
- 1976: Валюр (Рейк'явік)
- 1977: Акранес (Акранес)
- 1978: Валюр (Рейк'явік)
- 1979: Вестманнаейя (Вестманнові острови)
- 1980: Валюр (Рейк'явік)
- 1981: Вікінгур (Рейк'явік)
- 1982: Вікінгур (Рейк'явік)
- 1983: Акранес (Акранес)
- 1984: Акранес (Акранес)
- 1985: Валюр (Рейк'явік)
- 1986: Фрам (Рейк'явік)
- 1987: Валюр (Рейк'явік)
- 1988: Фрам (Рейк'явік)
- 1989: Акурейрі (Акурейрі)
- 1990: Фрам (Рейк'явік)
- 1991: Вікінгур (Рейк'явік)
- 1992: Акранес (Акранес)
- 1993: Акранес (Акранес)
- 1994: Акранес (Акранес)
- 1995: Акранес (Акранес)
- 1996: Акранес (Акранес)
- 1997: Вестманнаейя (Вестманнові острови)
- 1998: Вестманнаейя (Вестманнові острови)
- 1999: КР (Рейк'явік)
- 2000: КР (Рейк'явік)
- 2001: Акранес (Акранес)
- 2002: КР (Рейк'явік)
- 2003: КР (Рейк'явік)
- 2004: Гапнарф'єрдюр (Гапнарф'єрдюр)
- 2005: Гапнарф'єрдюр (Гапнарф'єрдюр)
- 2006: Гапнарф'єрдюр (Гапнарф'єрдюр)
- 2007: Валюр (Рейк'явік)
- 2008: Гапнарф'єрдюр (Гапнарф'єрдюр)
- 2009: Гапнарф'єрдюр (Гапнарф'єрдюр)
- 2010:  Брєйдаблік (Коупавогюр)
- 2011: КР (Рейк'явік)
- 2012: Гапнарф'єрдюр (Гапнарф'єрдюр)
- 2013: КР (Рейк'явік)
- 2014: Стьярнан (Гардабайр)
- 2015: Гапнарф'єрдюр (Гапнарф'єрдюр)
- 2016: Гапнарф'єрдюр (Гапнарф'єрдюр)
- 2017: Валюр (Рейк'явік)
- 2018: Валюр (Рейк'явік)
- 2019: КР (Рейк'явік)
- 2020: Валюр (Рейк'явік)
- 2021: Вікінгур
- 2022:  Брєйдаблік (Коупавогюр)
- 2023:  Вікінгур
- 2024:  Брєйдаблік (Коупавогюр)

### Чемпіони за кількістю титулів
| Клуб          | Титули | Переможні сезони |
| ------------- | ------ | --- |
| КР            | 27     | 1912, 1919, 1926, 1927, 1928, 1929, 1931, 1932, 1934, 1941, 1948, 1949, 1950, 1952, 1955, 1959, 1961, 1963, 1965, 1968, 1999, 2000, 2002, 2003, 2011, 2013, 2019 |
| Валюр         | 23     | 1930, 1933, 1935, 1936, 1937, 1938, 1940, 1942, 1943, 1944, 1945, 1956, 1966, 1967, 1976, 1978, 1980, 1985, 1987, 2007, 2017, 2018, 2020                         |
| Акранес       | 18     | 1951, 1953, 1954, 1957, 1958, 1960, 1970, 1974, 1975, 1977, 1983, 1984, 1992, 1993, 1994, 1995, 1996, 2001                                                       |
| Фрам          | 18     | 1913, 1914, 1915, 1916, 1917, 1918, 1921, 1922, 1923, 1925, 1939, 1946, 1947, 1962, 1972, 1986, 1988, 1990                                                       |
| Гапнарф'єрдюр | 8      | 2004, 2005, 2006, 2008, 2009, 2012, 2015, 2016 |
| Вікінгур      | 7      | 1920, 1924, 1981, 1982, 1991, 2021, 2023 |
| Кеплавік      | 4      | 1964, 1969, 1971, 1973 |
| Вестманнаейя  | 3      | 1979, 1997, 1998 |
| Брейдаблік    | 3      | 2010, 2022, 2024 |
| Акурейрі      | 1      | 1989 |
| Стьярнан      | 1      | 2014 |